# Boundoukamba
Boundoukamba est une localité située dans le département de Tangaye de la province du Yatenga dans la région Nord au Burkina Faso.

## Géographie
Boundoukamba se trouve à 7 km à l'ouest du centre de Tangaye, le chef-lieu du département, et à 22 km à l'ouest de Ouahigouya.

## Histoire
En juillet et septembre 2020, des attaques armées non identifiées ont eu lieu sur divers villages du secteur, dont Boundoukamba, entrainant des déplacements en urgence de sa population vers Tangaye et Ouahigouya.

## Santé et éducation
Le centre de soins le plus proche de Boundoukamba est le centre de santé et de promotion sociale (CSPS) de Tangaye tandis que le centre hospitalier régional (CHR) se trouve à Ouahigouya.